# Парк Светог Саве
Парк Светог Саве је један од највећих паркова у Нишу у градској општини Медијана. Монументални верски објекат храм Светих цара Константина и царице Јелене, основна школа, градска општина, мноштво кафића, радњи брзе хране и локала чине овај парк једним од најурбанијих делова Ниша. Током пролећног и летњег периода у парку се организују многе манифестације забавног карактера. Једна од тих манифестација је, сада већ чувени Медијана Фест на коме су учествовали многи признати извођачи свих музичких жанрова.

## Положај
Парк Светог Саве се налази између улица Париске Комуне, Булевара Немањића и Византијског булевара, у једнок од највећих, новијих и најлепших четврти Ниша, у Градској општини Медијана.
У парку као једном од најпосећенијих у граду, са лепо уређеним зеленим парковским површинама, централно место заузима храм Св. цара Константина и царице Јелене. Око њега се  налазе разноврсни дечији мобилијари, фонтана са мостићем, летња позорнице за најмлађа, зграда Градска општине Медијана, Основна школа „Свети Сава” и, мноштво кафића, локала и спортских терена по ободу парка.
Парк је удаљен је 3 км североисточно од центра града, 4 км источно од главне аутобуске станица и 6 км источно од аеродрома Константин Велики и главне железничке станице. Комуникацијски је добро повезан са свим деловима града Ниша, градским превозом, а иза храма је и једно од градских стајалишта таксија. 
Географски положај
- Северна гeографска ширина: 43° 29′ 15"
- Источна географска дужина: 21° 53′ 55"
- Надморска висина: 192 m